# Michel Heintz (kunstenaar)
Michel Heintz (Luxemburg-Stad, 25 juli 1944 – aldaar, 29 oktober 2013) was een Luxemburgs beeldhouwer, glazenier en kunstschilder.

## Leven en werk
Michel Heintz was een zoon van architect Michel Heintz sr. (1906-1993), die onder meer betrokken was bij de wederopbouw van de Willibrordbasiliek in Echternach. Heintz studeerde aan de kunstacademie in Nancy en de École nationale supérieure des beaux-arts in Parijs.
Heintz sloot zich aan bij de Cercle Artistique de Luxembourg (CAL) en nam vanaf 1972 deel aan de jaarlijkse salons. Hij exposeerde daarnaast onder meer met Michel Breithoff, Edmond Goergen en Alphonse Nies in Club des Jeunes in Walferdange (1972) en met Breithoff, Joseph Grosbusch en Roger Roemer in de Oranjerie (1974) in Mondorf-les-Bains.
Michel Heintz overleed op 69-jarige leeftijd.

## Enkele werken
- 1967 glas-in-loodramen voor de kerk in Rollingergrund.[5]
- 1980 decoratie van een rondvaartboot ter gelegenheid van 150 jaar Belgische onafhankelijkheid, in samenwerking met Roger Kieffer en Ota Nalezinek.[6]
- 1981 bronzen fontein op Place Guillaume II in Luxemburg-Stad (ontmanteld in 1999).
- 1983 To our liberators, monument voor Amerikaanse soldaten in Clervaux.
- 1985 beeld van Willibrord, Echternach.
- beeld van Schéifermisch vun Aasselbuer bij de molen in Asselborn.

- Musée national d'archéologie, d'histoire et d'art: lkl001515